# De Wachter (Zuidlaren)
De Wachter is een museummolen bij het Noord Drentse dorp Zuidlaren, gelegen aan de Zuidlaardervaart naar het Zuidlaardermeer. Het museum is geopend van eind april tot begin november
De windmolen werd in 1851 gebouwd voor het malen van granen en specerijen. Daarnaast is het een oliemolen waar olie uit lijnzaad wordt geslagen. Als er onvoldoende wind is kan worden teruggevallen op aandrijving door een stoommachine. Ook werd er lijnolie geperst met drie oliewringers. Nu staan er nog één oliewringers in de molen één buiten. De molen heeft ook een generator.
De molen is een achtkante stellingmolen gedekt met riet en op een stenen voet met de stelling op 9,55 hoogte.
De molen heeft twee maalkoppels en een stel kantstenen.
Het gevlucht is 21,75 m lang en heeft een speciale uitvoering van de fokwieken met remkleppen. De remklep bestaat uit de onderste helft van de fok, die in zijn geheel draait. De fok loopt ver voorbij de achterkant van de roe door. De remkleppen worden met de hand bediend. De roeden zijn van staal en gemaakt in 2015 door de fabrikant Molema. De binnenroede heeft nummer 68 en de buitenroede nummer 69
De gietijzeren bovenas is in 1904 gegoten door De Muinck Keizer Martenshoek en heeft nummer 121.
De molen wordt op de wind gezet, gekruid, met een kruiwiel. De kap draait op een voeghouten kruiwerk, systeem Medendorp.
De molen wordt gevangen (geremd) met behulp van een stutvang met wipstok en duim.

## Overbrengingen
- De overbrengingsverhouding is 1 : 5,15 en 1 : 5,86.
- Het bovenwiel heeft 63 kammen en de bonkelaar heeft 33 kammen. De koningsspil draait hierdoor 1,91 keer sneller dan de bovenas.
- Het spoorwiel heeft 89 kammen en de steenrondsels 33 respectievelijk de beide andere 29 staven. De steenrondsels draaien hierdoor 2,70 respectievelijk 3,07 keer sneller dan de koningsspil en 5,15 respectievelijk 5,86 keer sneller dan de bovenas.

## Museum
De molen herbergt zestien stoommachines, een smederij, een ambachtelijke bakkerij, een bakkerswinkel, een molenmakersgereedschappenmuseum en een kruidenierswinkeltje stammend uit 1890 (ooit bestierd door vier generaties van de familie Timmer uit Noordlaren). De klompenmakerij van Roelof Westerhof uit Tynaarlo is overgebracht naar De Wachter. Op zaterdag zijn hier demonstraties klompenmaken. Verder is sinds 2008 ook de oude stelmakerij (houtbewerkingswerkplaats) van de gebr. Dijkhuizen uit Gieten in gebruik. Ook heeft het museum een stoomlocomobiel en een stoomtractor. Doelstelling is alles werkend te demonstreren.
Sinds april 2010 is een tentoonstellingsruimte in gebruik genomen. Hier worden oude gebruiksvoorwerpen getoond. Ze zijn gebruikt op de boerderij en in de huishouding. In diverse opstellingen worden artikelen gebruikt ter illustratie van de beroepen van schoenmaker en elektricien. Bijzonder zijn ook de mechanische muziekinstrumenten. Er is een orchestrion, een tingeltangel, een pianola en een draaiorgeltje.
Het geheel bij De Wachter is te kwalificeren als werkend industrieel erfgoed.
Een stichting, met circa 180 vrijwilligers uit het dorp en omgeving, houdt de molen en het bijbehorende museum draaiende. Groepen kunnen buiten de openingsuren worden rondgeleid. Dit geldt ook voor scholen. Vanaf de steiger voor het museum vertrekt op gezette tijden de stoomraderboot De Jonge Wachter waarmee tochtjes naar het Zuidlaardermeer kunnen worden gemaakt.
Bij de uitbreiding van De Wachter (Werkplaats Dieks Dele) staat het door Onno de Ruiter vervaardigde beeldhouwwerk "De Wonderbaarlijke visvangst". Dit beeld heeft oorspronkelijk bij een kantoorgebouw van het IZA Groningen-Drenthe gestaan (van Ketwich Verschuurlaan)

## Fotogalerij

### Algemeen

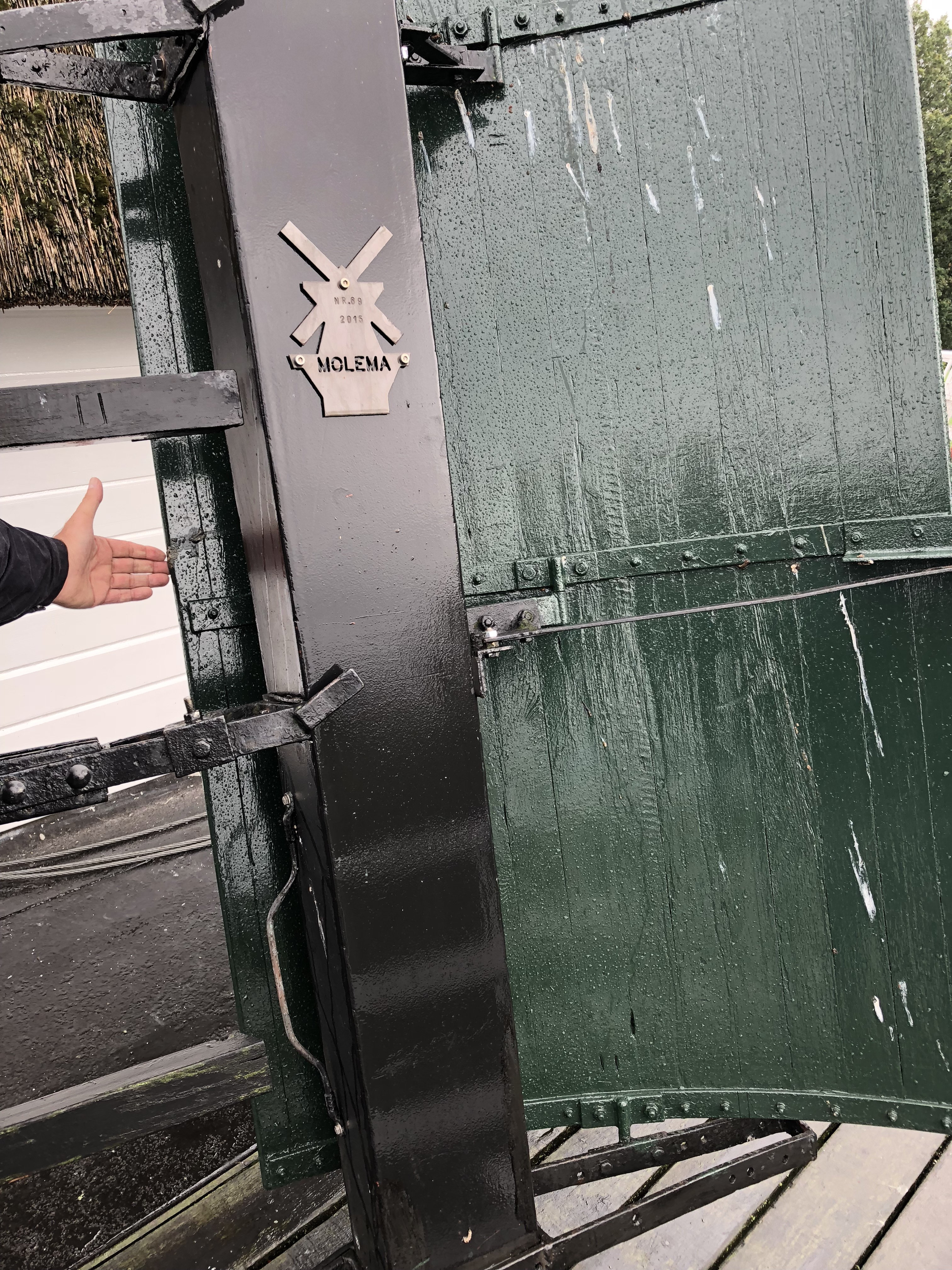
Fok en roeplaatje
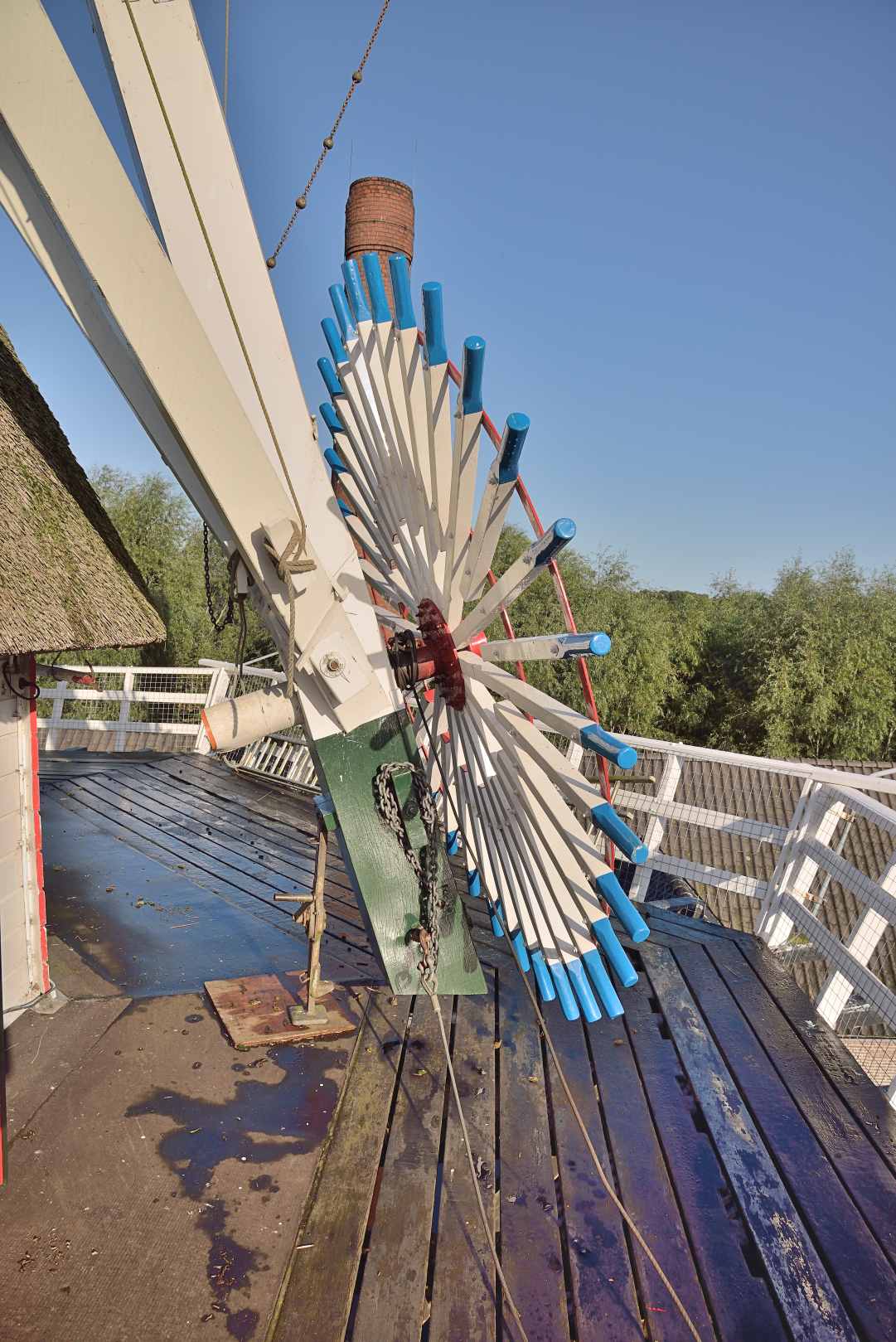
Kruirad
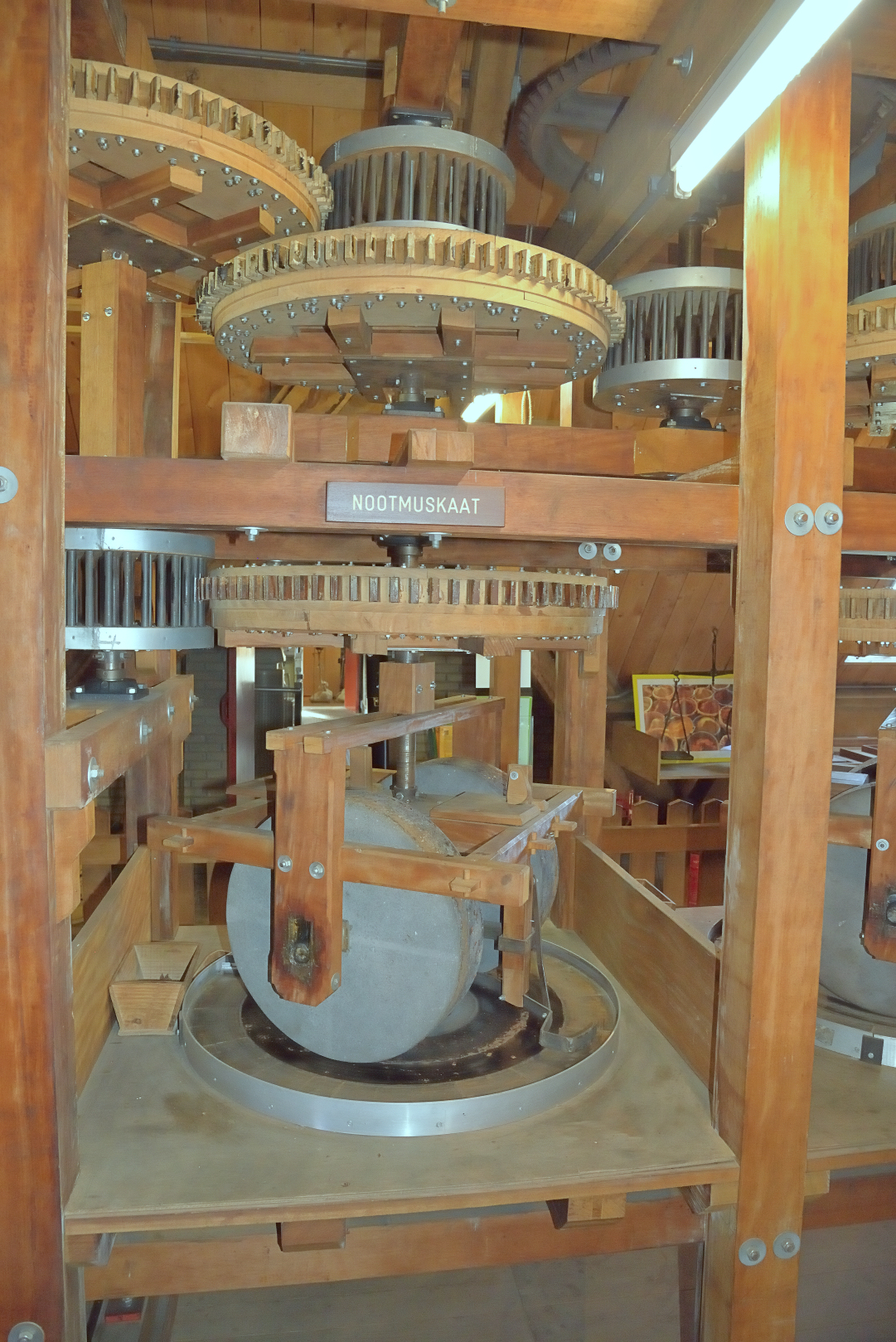
Een van de vier specerijenmolens
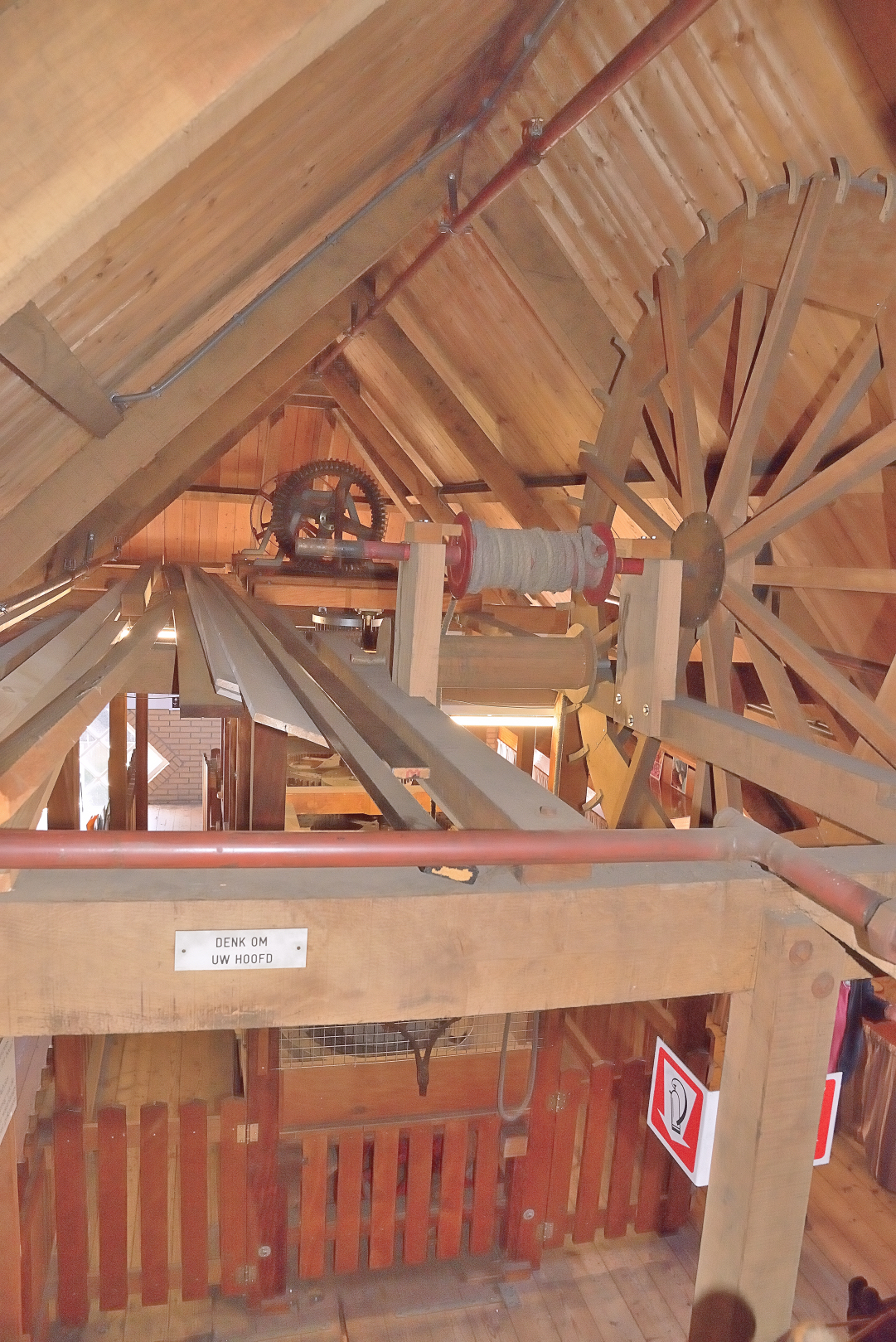
Aandrijving van de specerijenmolens
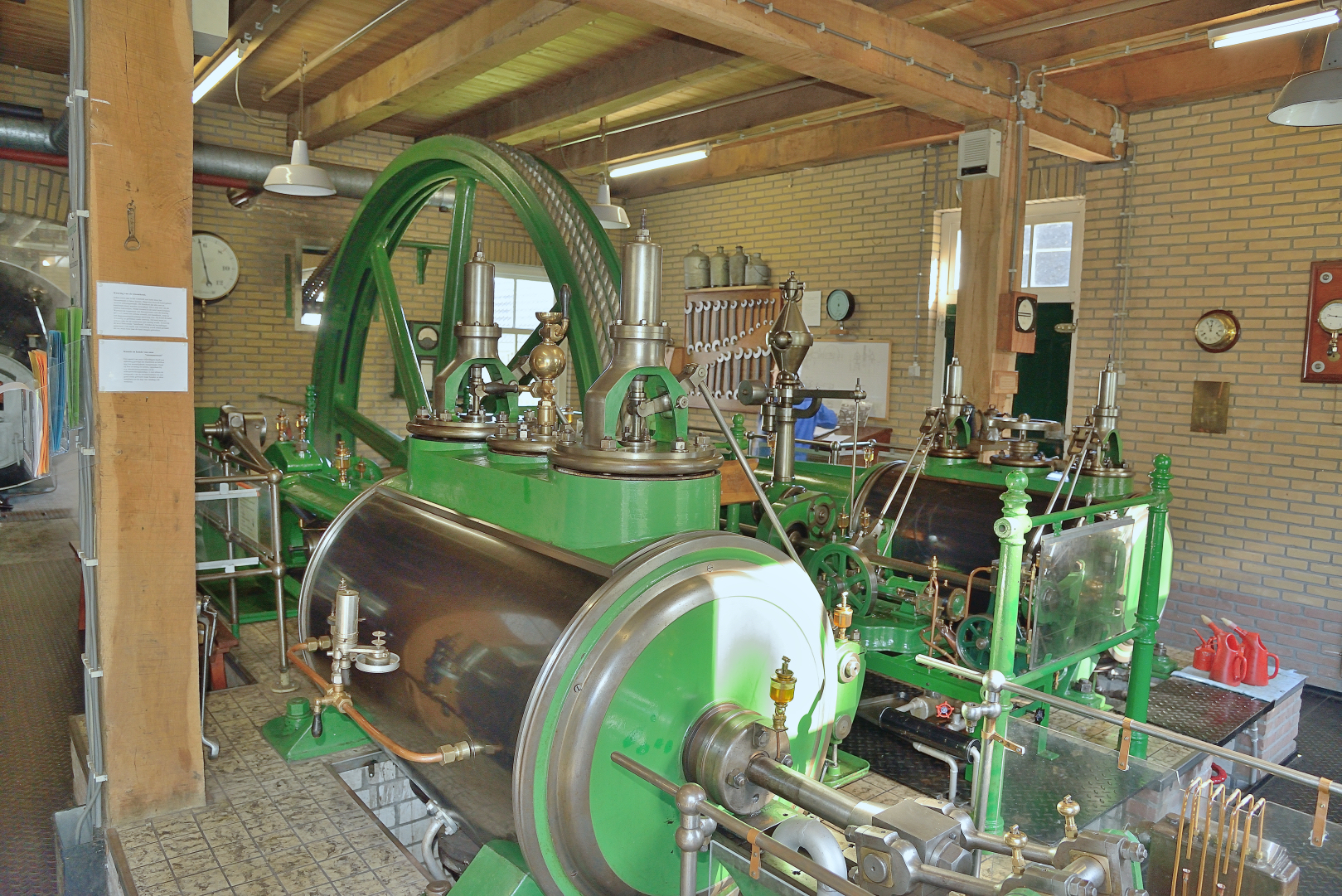
Twee van de stoommachines
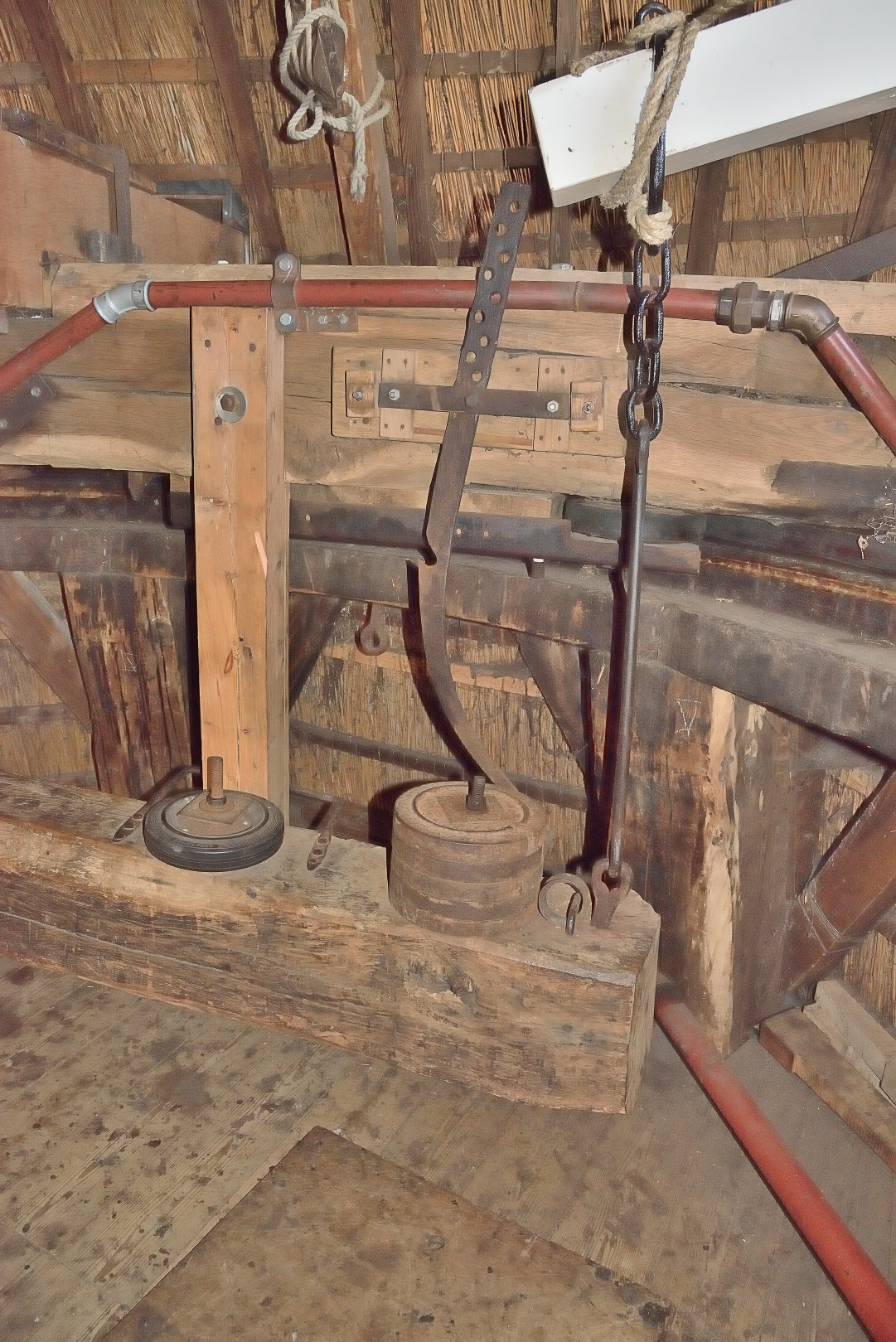
Voeghoutenkruiwerk

### Oliemolen

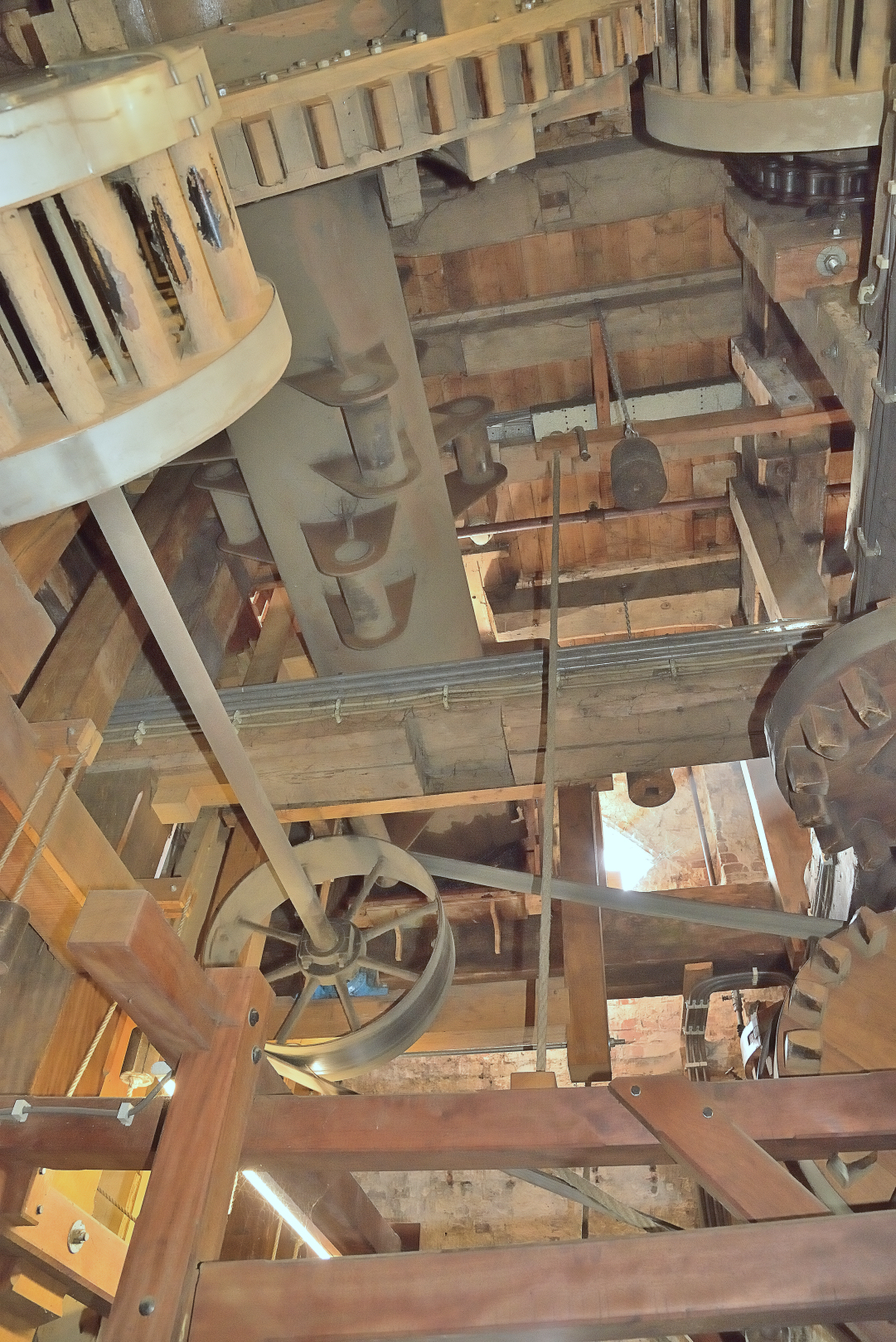
Wentelas
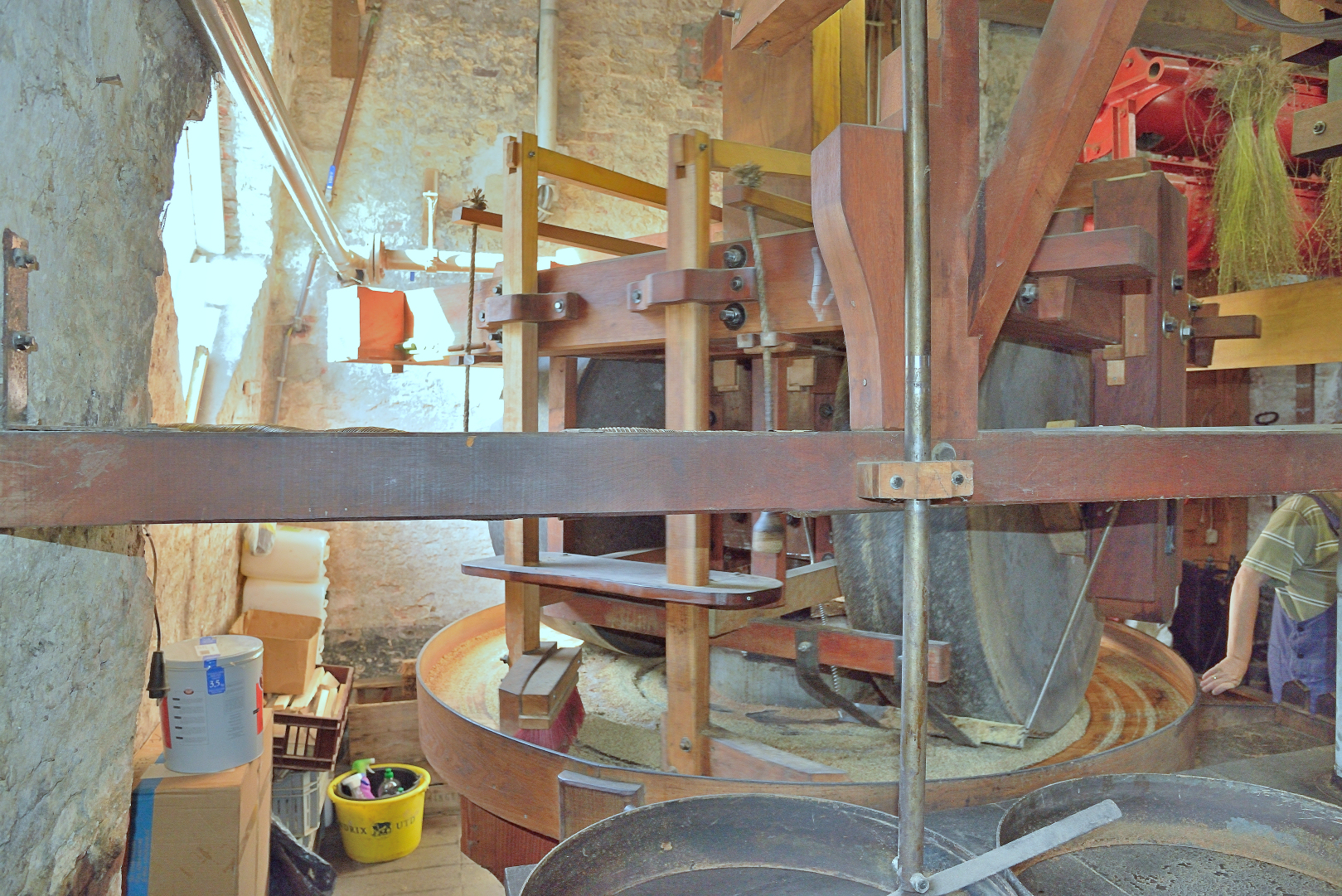
Kantstenen
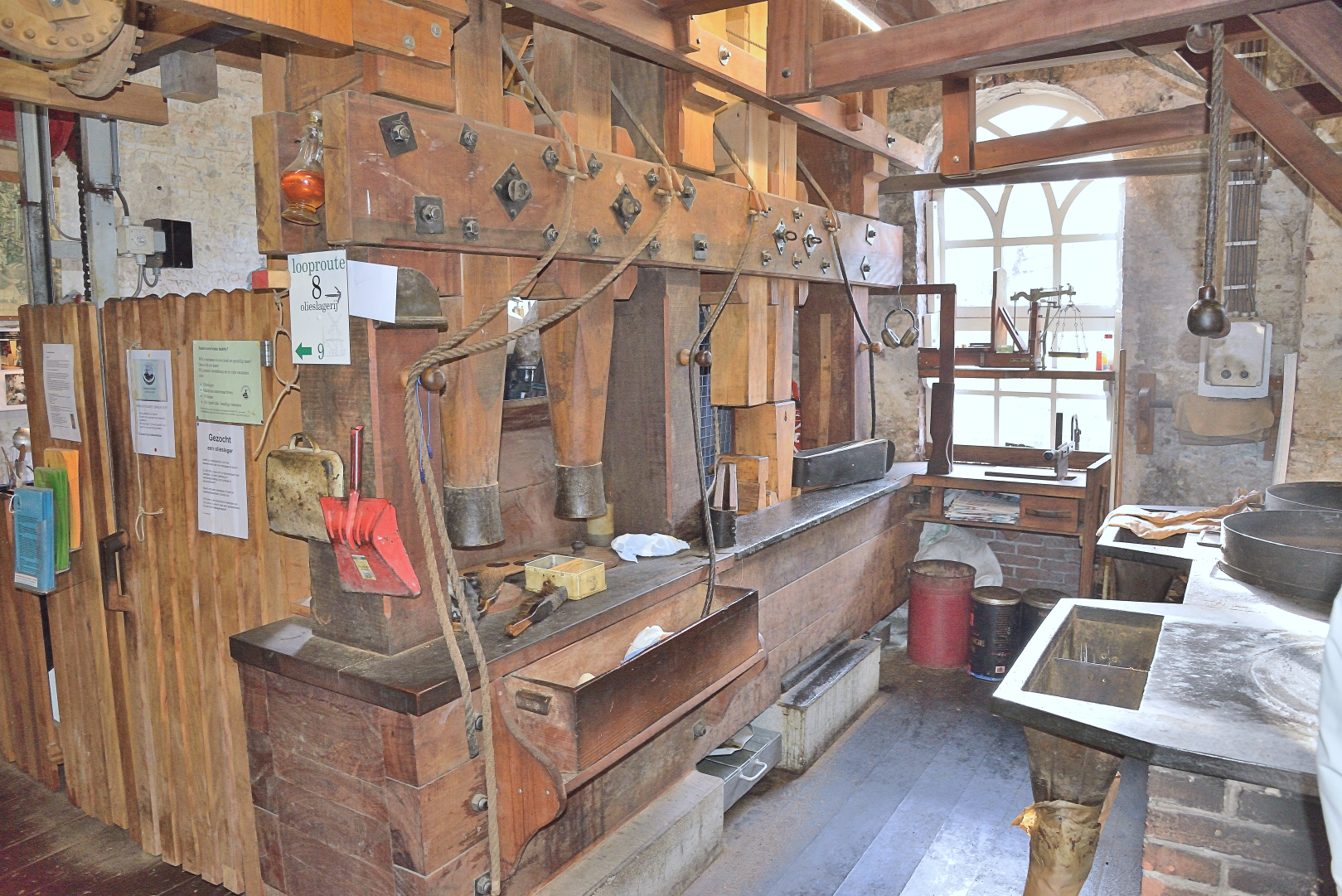
Slagblok
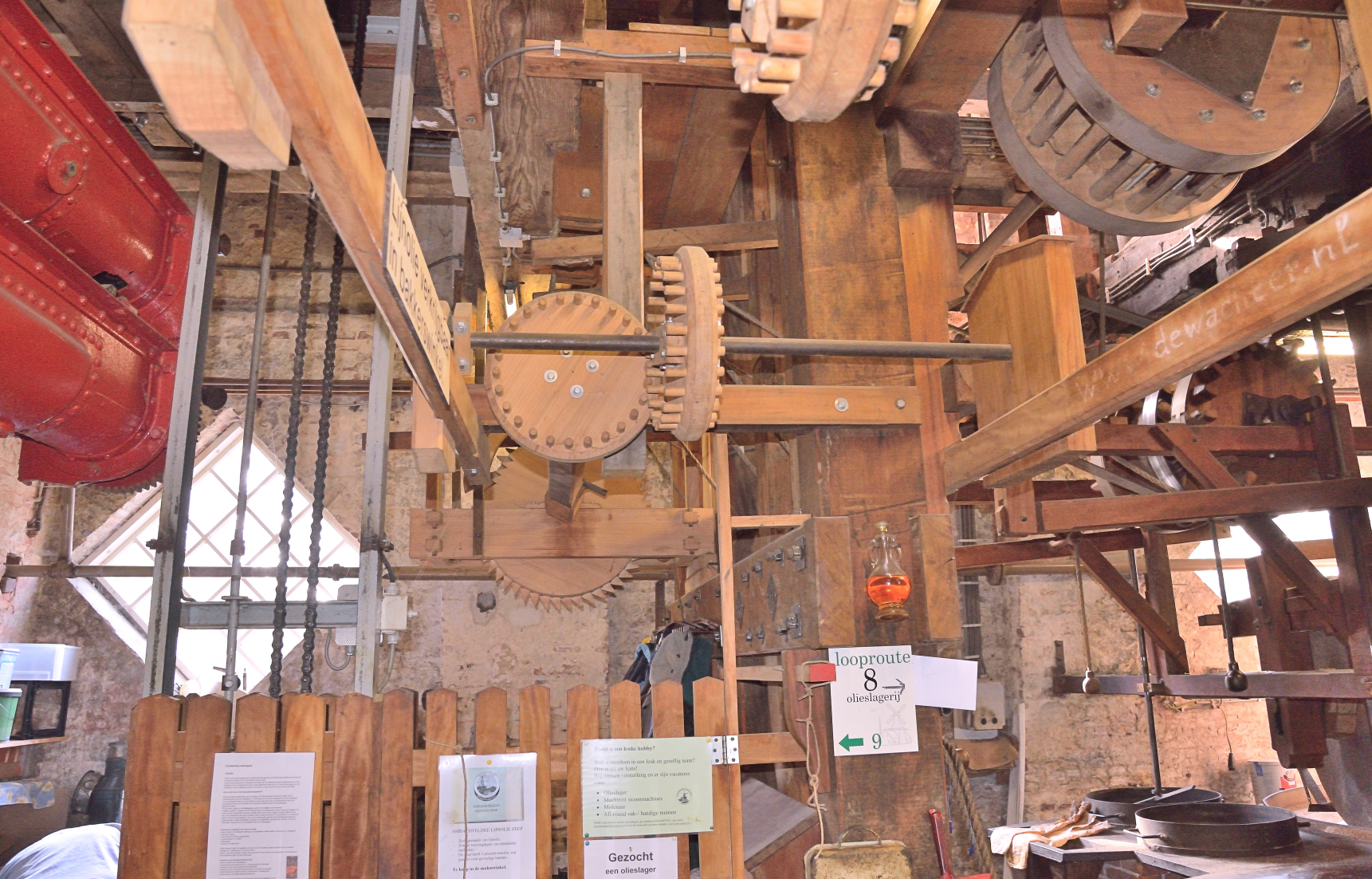
Schelrad
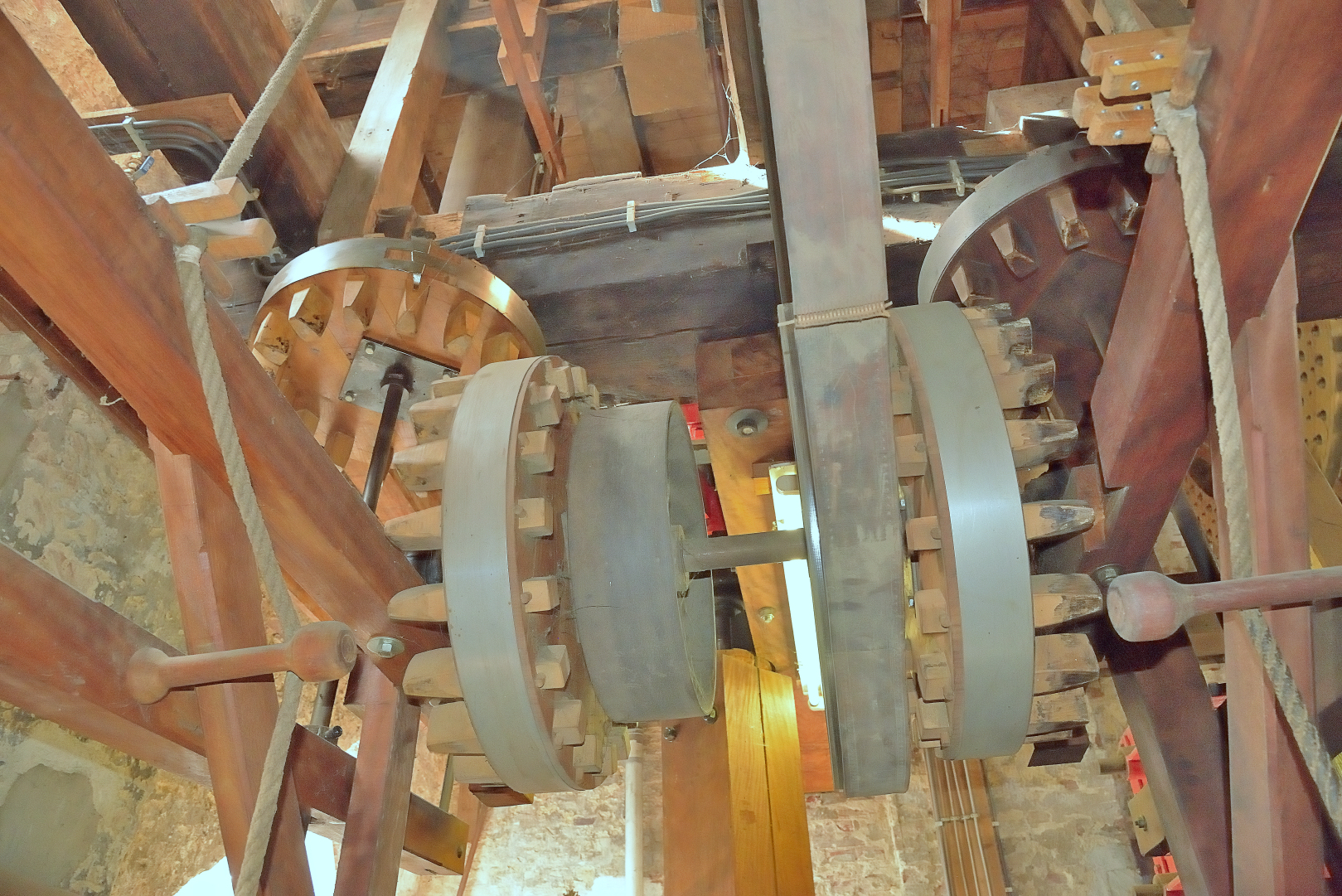
Aandrijving roerders van vuisters
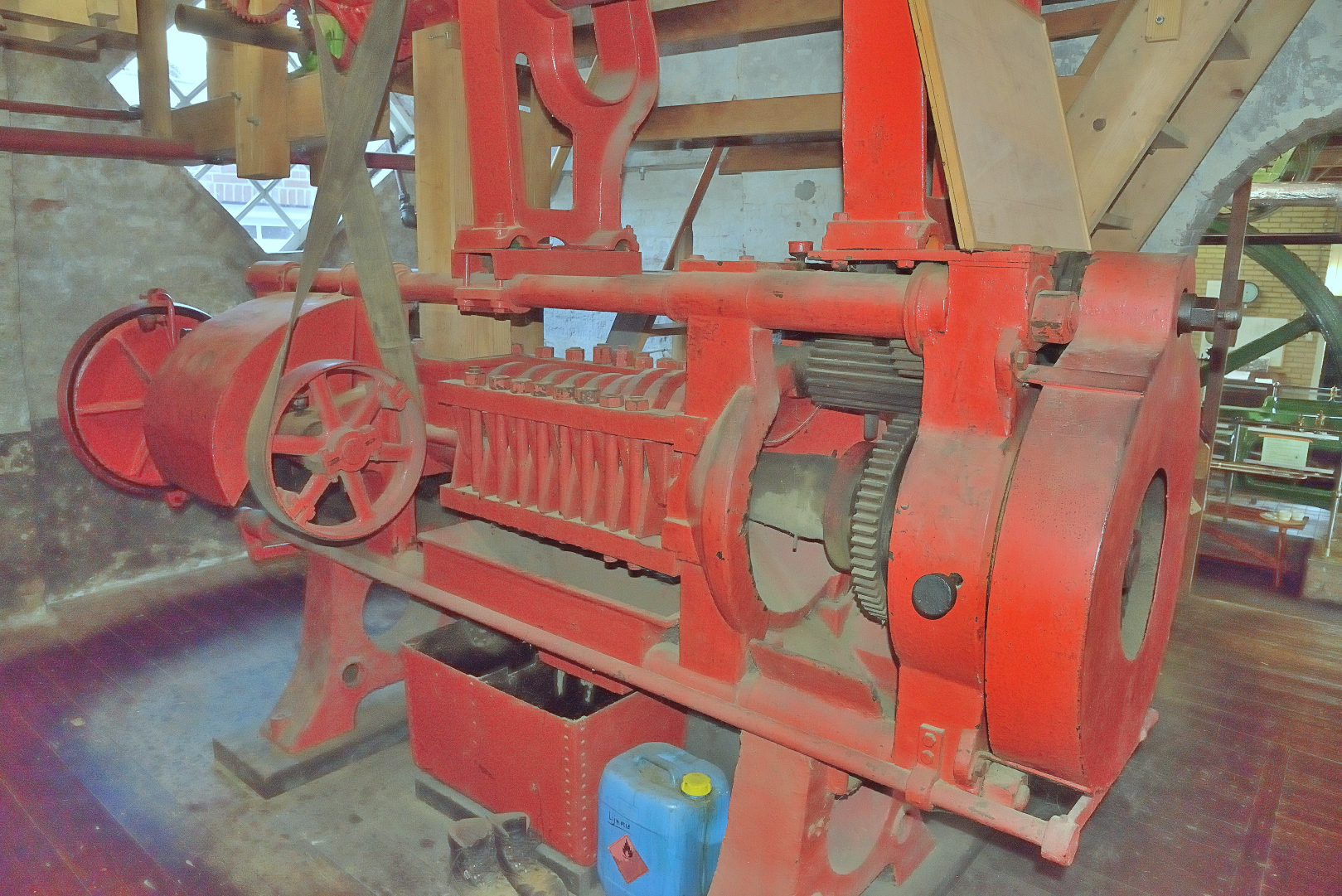
Oliewringer

### Korenmolen

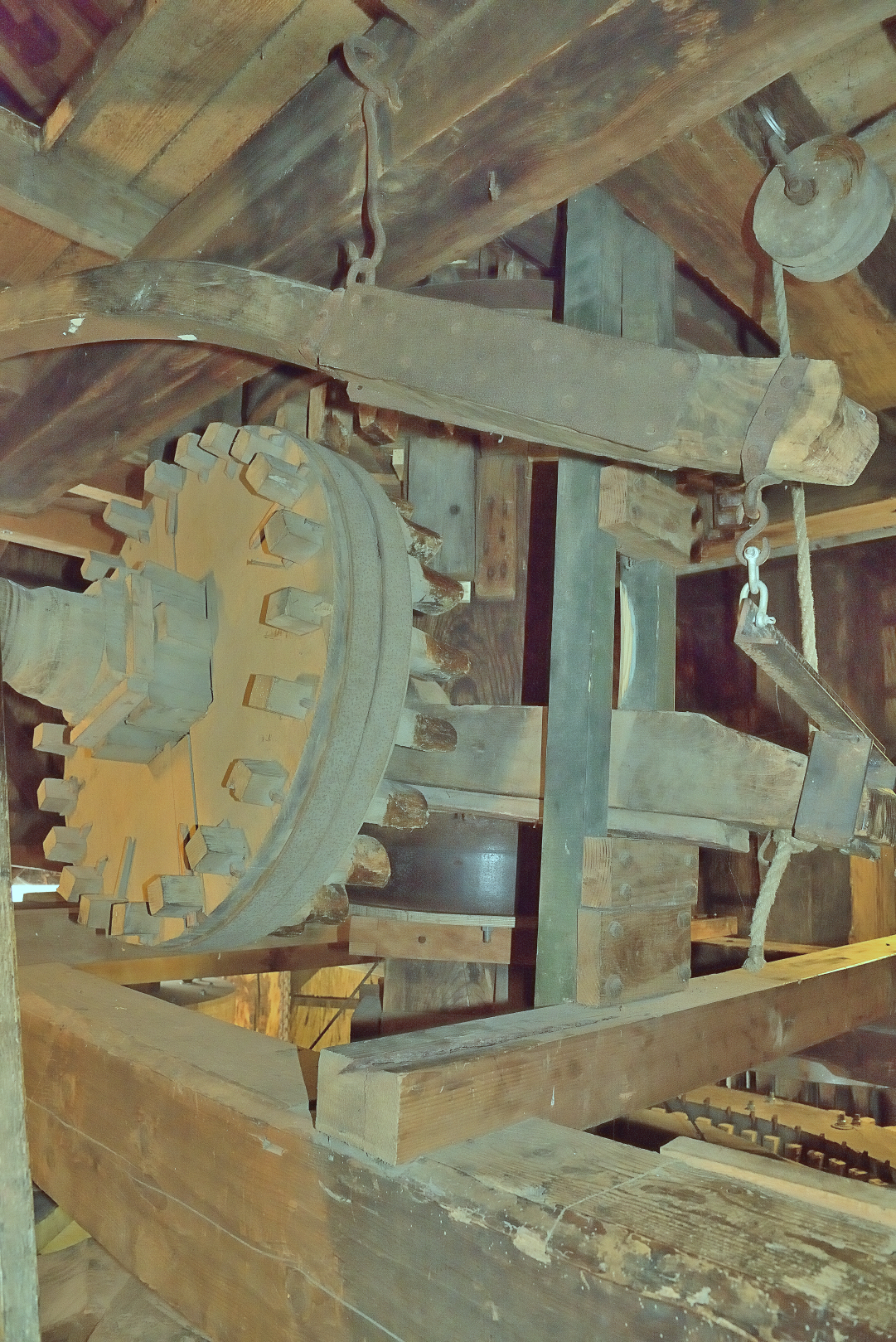
Kammenluiwerk
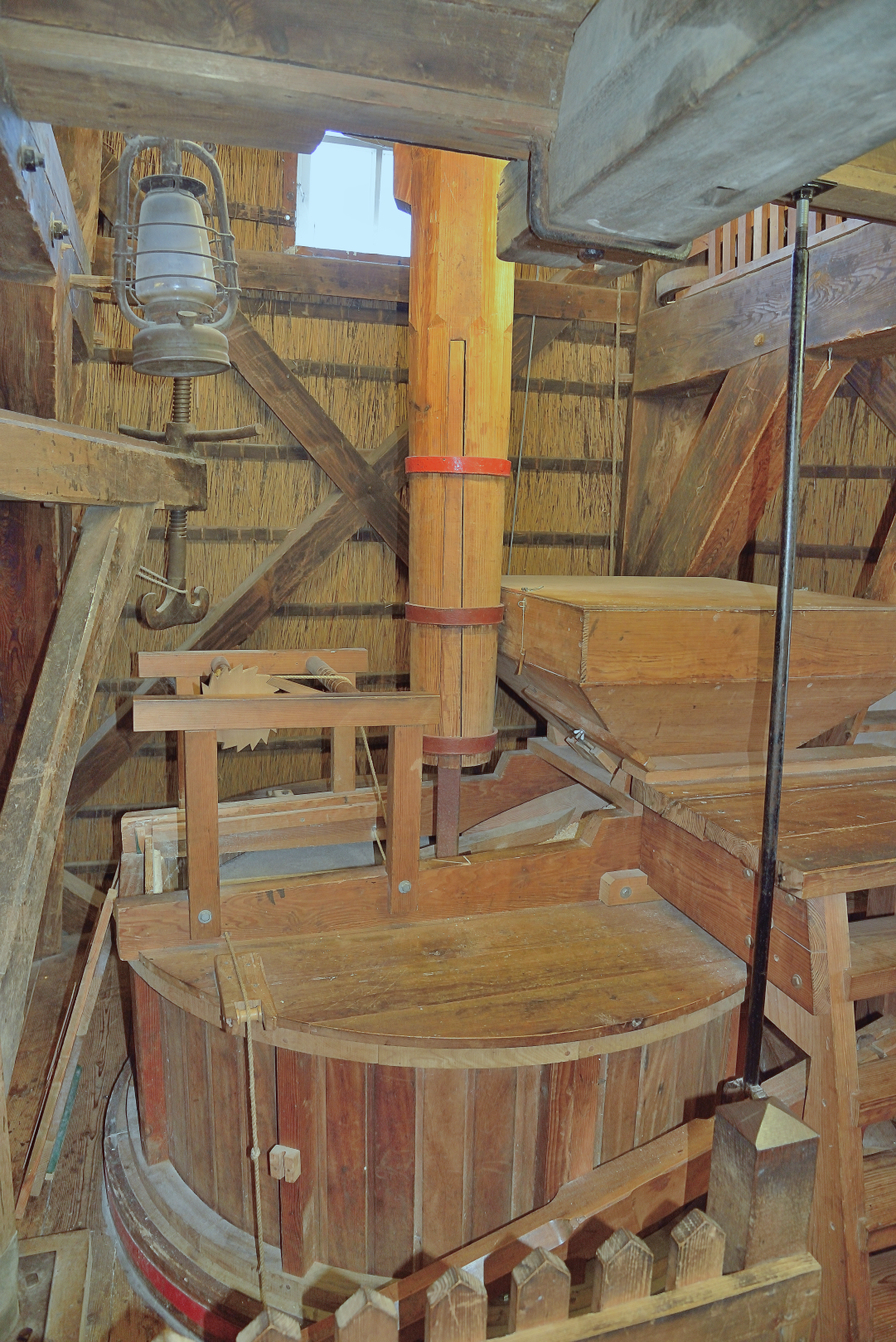
Maalkoppel
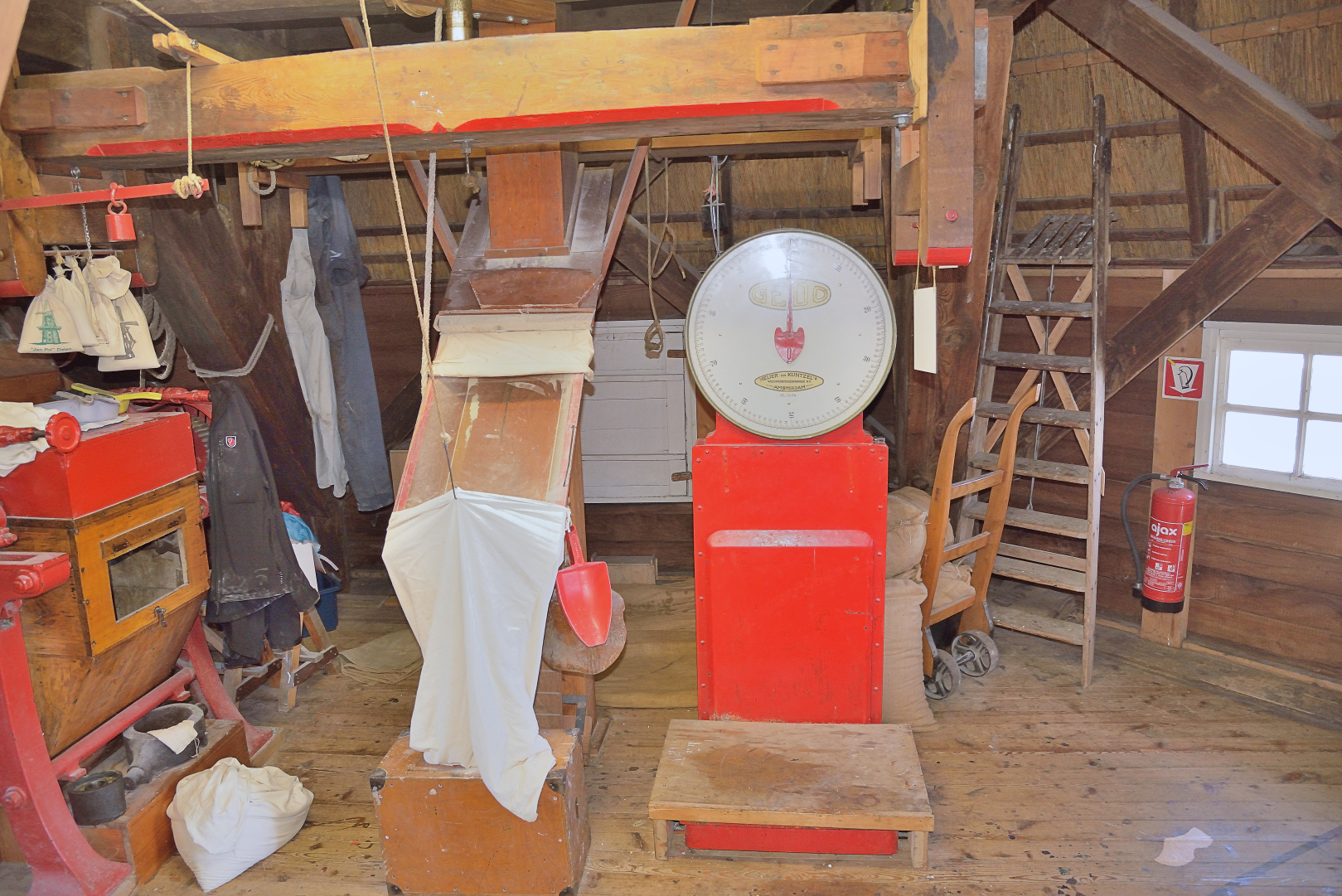
Maalbak
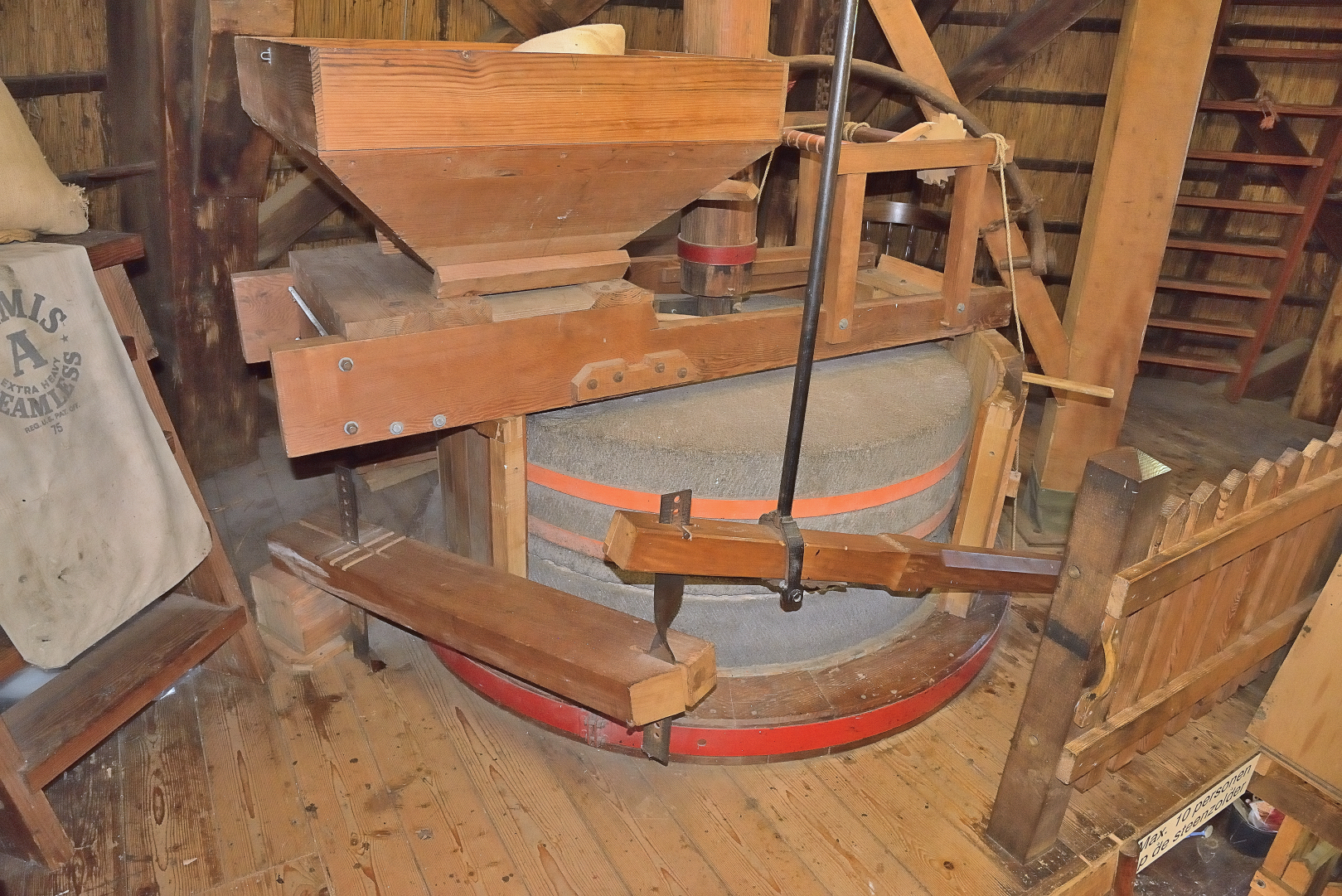
Maalkoppel
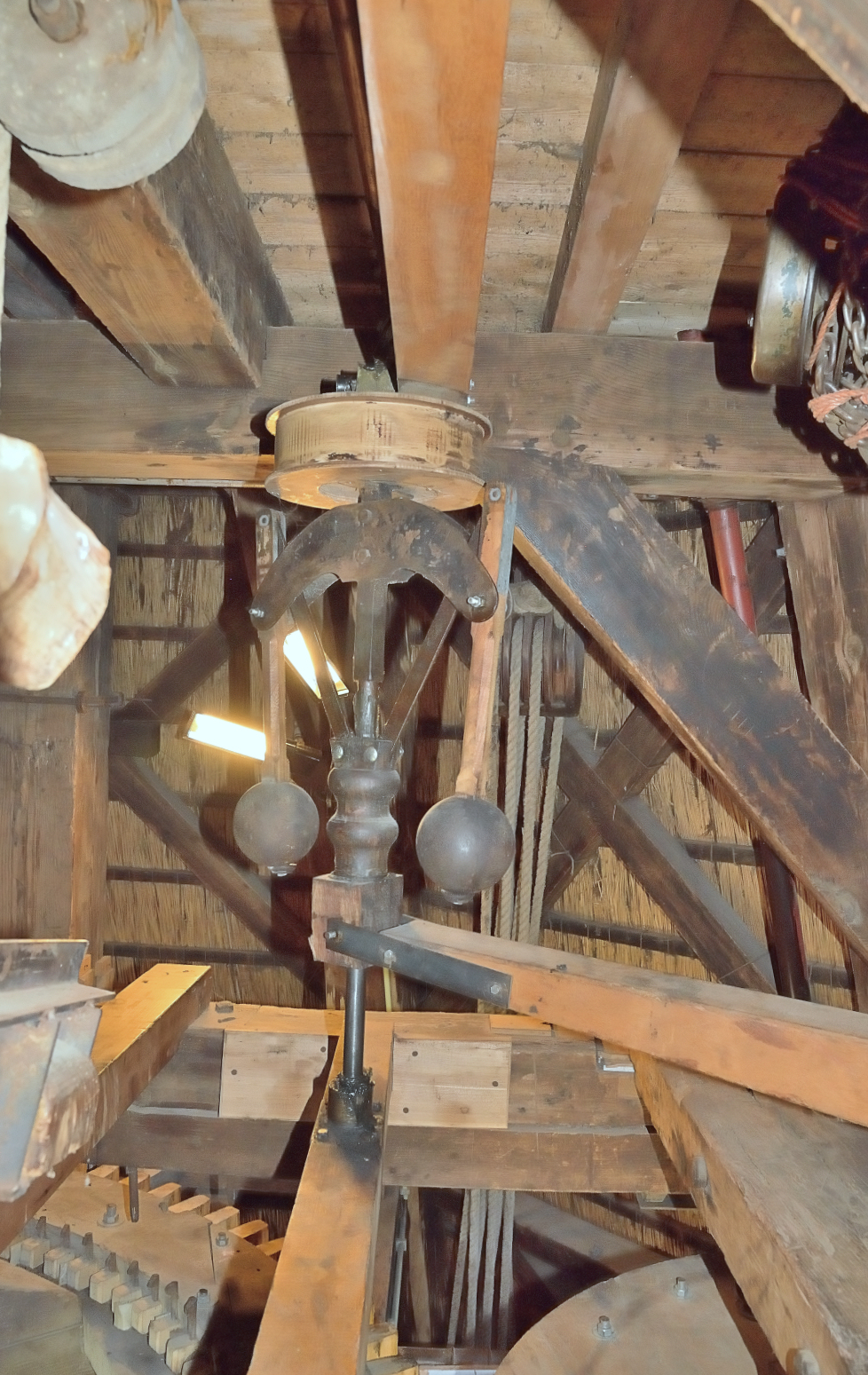
Regulateur
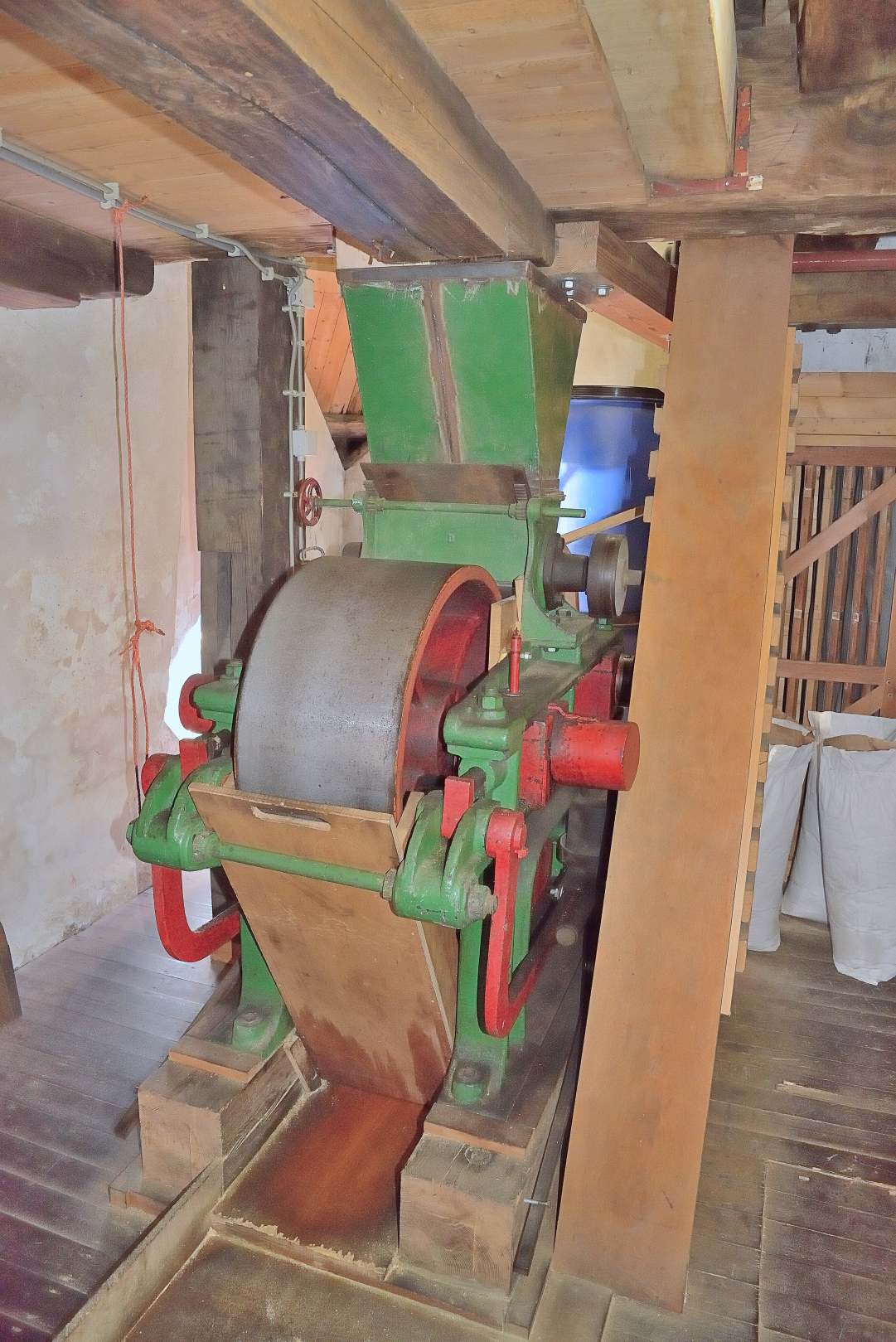
Pletter